# Asa Hutchinson
Asa Hutchinson (hay William Asa Hutchinson II, sinh ngày 3 tháng 12 năm 1950) là một doanh nhân, luật gia và chính trị gia người Mỹ. Ông hiện là Thống đốc thứ 46 và đương nhiệm của tiểu bang Arkansas kể từ năm 2015. Ông nguyên là Thứ trưởng đầu tiên phụ trách An ninh biên giới và Vận tải tại Bộ An ninh Nội địa Hoa Kỳ; Cục trưởng Cục Quản lý Ma túy Hoa Kỳ; Hạ nghị sĩ Hạ viện Hoa Kỳ đại diện khu vực bầu cử Quốc hội thứ ba của Arkansas; Luật sư Liên bang Hoa Kỳ cho Tòa án quận phía Tây Arkansas tại Fort Smith. Năm 2006, Asa Hutchinson là ứng cử viên của Đảng Cộng hòa tranh cử Thống đốc Arkansas, nhưng ông đã bị đánh bại bởi ứng cử viên Đảng Dân chủ, Tổng Chưởng lý tiểu bang Mike Beebe. Năm 2014, một lần nữa ông là ứng cử viên của Đảng Cộng hòa cho chức vụ Thống đốc, lần này ông giành chiến thắng trong cuộc bầu cử khi đánh bại ứng viên Đảng Dân chủ Mike Ross; tiếp tục tái đắc cử vào năm 2018. Asa Hutchinson bị giới hạn nhiệm kỳ không được tái tranh cử chức Thống đốc vào năm 2022.
Asa Hutchinson là Đảng viên Đảng Cộng hòa, Tiến sĩ Luật, chính trị gia bảo thủ theo chủ nghĩa tự do. Ngoài các chính sách phe Cộng hòa, ông còn có sự nghiệp với nhiều hoạt động nổi bật trong lĩnh vực vụ án hình sự, chống chất kích thích, ma túy toàn quốc của Hoa Kỳ cũng như kiểm soát toàn diện tiểu bang Arkansas.

## Xuất thân, giáo dục và thời kỳ đầu
Asa Hutchinson sinh ra ở thành phố Bentonville, quận Benton, Arkansas, Hoa Kỳ, tên khai sinh là William Asa Hutchinson II, là con trai của Coral Virginia (Mount) Hutchinson (1912 – 1998) và John Malcolm Hutchinson Sr. (1907 – 1991). Năm 1968, ông tới thành phố Greenville, quận Greenville, Nam Carolina, theo học Đại học Bob Jones, nhận bằng Cử nhân Nghệ thuật năm 1972, sau đó ông trở về Arkansas, học Trường Luật của Đại học Arkansas và trở thành Tiến sĩ Luật (JD) vào năm 1975.

### Luật sư Liên bang
Sau khi hoàn thành việc học, ông đã hành nghề luật ở thành phố Fort Smith, quận Sebastian, Arkansas trong 21 năm và xử lý hơn 100 phiên tòa cùng bồi thẩm đoàn. Năm 1982, Asa Hutchinson được Tổng thống Ronald Reagan bổ nhiệm làm Luật sư Hoa Kỳ cho Tòa án Liên bang quận phía Tây Arkansas. Ở tuổi 31, Asa Hutchinson là Luật sư Hoa Kỳ trẻ nhất trên của cả nước. Trong công việc của mình, ông đã gây chú ý trên toàn quốc sau khi truy tố thành công The Covenant, The Sword và The Arm of the Lord (CSA), một tổ chức cực đoan da trắng do nhà đa thê James Ellison thành lập. Tổ chức này có những hành vi phân biệt chủng tộc, vi phạm hình sự liên bang, đã sử dụng vũ khí đối mặt, không chấp nhận đàm phán với cảnh sát tiểu bang, liên bang bao vây. Với tư cách là Luật sư Hoa Kỳ, Asa Hutchinson đã khoác lên mình chiếc áo khoác flak jacket và đích thân tới gặp, thương lượng để hòa giải một cách hòa bình nhất cho vụ việc hình sự này. Trong nhiệm kỳ Luật sư Hoa Kỳ, ông được mô tả sự dũng cảm trong nỗ lực truy tố tội phạm.

### Kinh doanh
Vào đầu năm 2005, Asa Hutchinson thành lập một công ty tư vấn là Hutchinson Group, LLC, với các đối tác Betty Guhman và Kirk Tompkins, ở thủ phủ Little Rock; từng ký hợp đồng một năm với Venable LLP ở thủ đô Washington. Ông kết thúc hợp đồng với Venable LLP vào năm 2006 để tập trung vào chiến dịch Arkansas và công ty tư vấn ở Little Rock. Sang năm 2007, sau khi kết thúc cuộc bầu cử tiểu bang, ông gia nhập lại hãng Venable. Bên cạnh đó, ông là một trong những người sáng lập Fortress America Acquisition Corporation, một công ty mà ông tham gia cố vấn, sở hữu hơn một triệu USD sau đợt chào bán công khai lần đầu của doanh nghiệp. Cùng với ông là Hạ nghị sĩ Tom McMillen của Maryland, cựu Thượng nghị sĩ Don Nickles của Oklahoma, và một công ty cổ phần tư nhân có cựu Giám đốc CIA James Woolsey.

## Sự nghiệp chính trị

### Thời kỳ đầu
Năm 1986, Asa Hutchinson ra tranh cử vị trí Thượng nghị sĩ Hoa Kỳ đại diện Arkansas với đối thủ là Thượng nghị sĩ phe Dân chủ đương nhiệm và cựu Thống đốc Dale Bumpers. Đây là một năm phe Dân chủ chiếm ưu thế toàn quốc, và Ase Hutchinson đã thất bại với tỷ lệ 32–68%, thấp hơn cả đối thủ Thượng viện trước đây của Dale Bumpers là William P. "Bill" Clark, trong cuộc bầu cử năm 1980. Năm 1990, Asa Hutchinson ra tranh cử với Winston Bryant cho chức vụ Tổng Chưởng lý Arkansas; ông lại thua cuộc với tỷ lệ sít sao. Sau khi thua cuộc đua năm 1990, Asa Hutchinson cùng với Sheffield Nelson, trở thành đồng Chủ tịch Đảng Cộng hòa Arkansas, một vị trí mà ông đã nắm giữ trong thời gian 1990 – 1995. Trong thời kỳ đó, ông được ghi nhận là đã giúp xây dựng đáng kể tổ chức GOP ở Arkansas bằng cách dẫn đầu nỗ lực yêu cầu cơ quan chính phủ cấp vốn cho các điểm bỏ phiếu, cho phép nhiều cử tri Đảng Cộng hòa đến phòng phiếu và bỏ phiếu. Asa Hutchinson đã cân nhắc một trận tái đấu với Dale Bumpers vào năm 1992 trước khi hoãn trận đấu với Mike Huckabee, người đã thua Dale Bumpers.

### Hạ nghị sĩ Hoa Kỳ

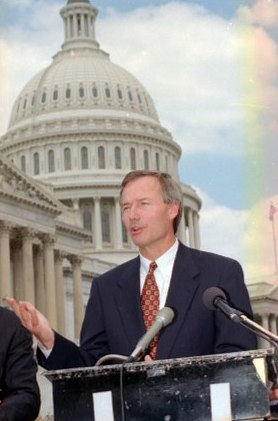
Asa Hutchinson tại Hạ viện 1998.

Năm 1992, anh trai của Asa Hutchinson, Tim Hutchinson, được bầu vào Quốc hội tại khu vực quốc hội thứ ba của Arkansas, khi đại diện kỳ cựu của Đảng Cộng hòa John Paul Hammerschmidt nghỉ hưu. Năm 1996, khi anh trai của ông quyết định không tranh cử nhiệm kỳ thứ ba trong Hạ viện để tham gia tranh cử Thượng viện kế nhiệm đại diện Đảng Dân chủ David Pryor, Asa Hutchinson đã tham gia tranh cử vị trí Hạ nghị sĩ trong Hạ viện Hoa Kỳ đại diện cho Arkansas từ quận Sebastian. Vào tháng 11 năm 1996, với chiến dịch được hỗ trợ bởi Tim Hutchinson cùng phe Cộng hòa ở tiểu bang, ông đã đánh bại Ann Henry, một người bạn lâu năm của Bill Clinton và Hillary Clinton với tỷ lệ 55–45%. Anh trai của ông, Tim Hutchinson cũng giành chiến thắng trong chiến dịch tranh cử vào Thượng viện Hoa Kỳ, phục vụ tại Thượng viện nhiệm kỳ 1996 – 2002.
Năm 1998, Asa Hutchinson được bầu lại vào Hạ viện Hoa Kỳ với chiến thẳng tỷ lệ 80% phiếu bầu, vượt xa đối thủ Đảng Dân chủ. Ông đã tái tiếp tục đắc cử vào tháng 11 năm 2000. Tại Hạ viện, ông đã dẫn đầu các nỗ lực truy quét ma túy bất hợp pháp, đặc biệt là methamphetamine. Ông cũng từng là một trong những công tố viên trong phiên tòa luận tội Tổng thống Bill Clinton năm 1998. Năm 1999, ông đã tham gia vào dự án chiến dịch nỗ lực cải cách Luật Tài chính và đưa ra một đề xuất thay thế cho dự luật của Christopher Shays và Marty Meehan. Asa Hutchinson đã ủng hộ dự luật của John McCain và Russ Feingold tại Thượng viện. Ông đã cố gắng nhưng không thành công trong việc sửa đổi dự luật cải cách tịch thu tài sản dân sự nhằm ngăn chặn việc cảnh sát lạm dụng quyền lực để chiếm đoạt tài sản tư nhân chỉ vì nghi ngờ có liên quan đến bất kỳ cuộc điều tra hình sự nào. Việc sửa đổi của ông có liên quan điến cảnh sát thu lợi từ tiền ma túy.

### Cục Quản lý ma túy

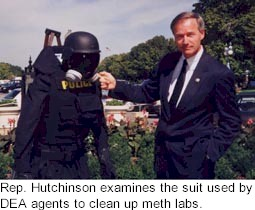
Asa Hutchinson tại DEA 2001.

Năm 2001, thời kỳ bắt đầu của chính quyền George W. Bush, Asa Hutchinson được bổ nhiệm làm Cục trưởng Cục Quản lý Ma túy Hoa Kỳ (DEA), trực thuộc Bộ Tư pháp. Quyết định bổ nhiệm ông đạt được sự đánh gia cao với tỷ lệ 98–1 của Thượng viện Hoa Kỳ. Điều đáng nói hơn nữa là thực tế là Đại diện. Trong hơn bốn năm ở Hạ viện, Asa Hutchinson, một cựu Luật sư Hoa Kỳ, được đánh giá là một người bảo thủ chu đáo theo chủ nghĩa tự do; được các chính trị gia như John Conyers và Chủ tịch Ủy ban Tư pháp Thượng viện Patrick Leahy của Vermont khẳng định là một người ủng hộ công bằng. Trong nhiệm kỳ của mình tại Cục Quản lý Ma túy, Asa Hutchinson đã dẫn đầu cuộc đánh giá lại vai trò, chức trách và nguồn lực của DEA, kết luận rằng cơ quan có quá nhiều nguồn lực tập trung vào các ưu tiên quản lý ma túy từ những năm 1980. Ông kêu gọi sự chú ý nhiều hơn đến các mối đe dọa ma túy mới xuất hiện như methamphetamine ở vùng nông thôn Mỹ, thuốc lắc trong giới trẻ và thuốc hiếp dâm. Ông cũng vận động để đầu tư nhiều hơn vào việc phòng ngừa và điều trị thuốc kích thích, đặc biệt tập trung vào việc sử dụng các tư pháp như một phương án điều trị ma túy, một cách để giúp những kẻ phạm tội ma túy phi bạo lực đánh bại cơn nghiện. Quan điểm chính thức của DEA trong nhiệm kỳ hai năm của Asa Hutchinson là phản đối cần sa y tế, và DEA đã đột kích vào nhiều cơ sở cần sa y tế trong thời gian này. Mười năm sau, Asa Hutchinson đã quay trở lại bày tỏ ủng hộ quyền sử dụng cần sa y tế trong một cuộc tranh luận tại Đại học Arkansas, ý kiến tôn trọng y học.

### Bộ An ninh Nội địa

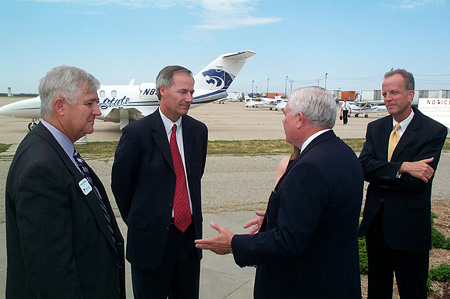
Asa Hutchinson và Jerry Moran thăm Salina, Kansas năm 2003.

Sau sự kiện ngày 11 tháng 9, Quốc hội Hoa Kỳ thành lập Bộ An ninh Nội địa (DHS). Tổng thống George W. Bush đã đề cử Asa Hutchinson để lãnh đạo Ban An ninh biên giới và Vận tải, bộ phận lớn nhất của DHS với hơn 110.000 nhân viên. Asa Hutchinson đã được xác nhận bởi sự nhất trí của Thượng viện vào ngày 23 tháng 1 năm 2003, trở thành Thứ trưởng Bộ An ninh Nội địa. Trong nhiệm kỳ của mình, ông xử lý nhiều vấn đề nhập cư, tập trung hạn chế đội tuần tra biên giới ngăn chặn những người nhập cư bất hợp pháp qua biên giới, giao cho các nhân viên Cơ quan Thực thi Di trú và Hải quan chịu trách nhiệm trong nước. Trong thời gian giữ chức Thứ trưởng DHS phụ trách  An ninh biên giới và Vận tải trong Chính quyền George W. Bush, Asa Hutchinson ủng hộ các đề xuất của Tổng thống nhằm cung cấp nhiều cơ hội việc làm hơn cho những người nước ngoài bất hợp pháp không có tiền án, đồng thời thắt chặt an ninh ở biên giới. Ông phát biểu nhấn mạnh vấn đề cải cách nhập cư trước tiên phải bắt đầu bằng việc thực thi luật nhập cư và an ninh biên giới. Ông rời chức vụ Thứ trưởng vào ngày 1 tháng 3 năm 2005.

### Dự án đặc biệt
Tháng 10 năm 2010, Asa Hutchinson tham gia lực lượng đặc biệt Nhóm Guantanamo của Dự án Hiến pháp lưỡng đảng (Constitution Project). Ông đã trả lời hãng tin AP rằng ông đồng ý tham gia lực lượng đặc nhiệm vì tin tưởng đó là điều có ảnh hưởng lớn tới an ninh quốc gia và cuộc chiến chống khủng bố. Sau vụ thảm sát Trường Tiểu học Sandy Hook, Hiệp hội Súng trường Quốc gia (NRA) đã tập hợp một đội đặc nhiệm gồm các chuyên gia về an ninh nội địa, đào tạo thực thi pháp luật và an toàn trường học để xem xét các tiêu chuẩn an ninh trường học ở một số khu vực nhất định của đất nước. Mục tiêu đã nêu của lực lượng đặc nhiệm là đưa ra một kế hoạch toàn diện để giải quyết vấn đề an toàn cho trẻ em trong trường học và ngăn chặn những vụ xả súng như vậy trong tương lai. Asa Hutchinson từng là trưởng nhóm đặc nhiệm. Vào ngày 2 tháng 4 năm 2013, ông trình bày kế hoạch National School Shield trong một cuộc họp báo tại National Press Club, về chương trình an ninh trong khu vực giáo dục.

## Thống đốc Arkansas

### Tranh cử

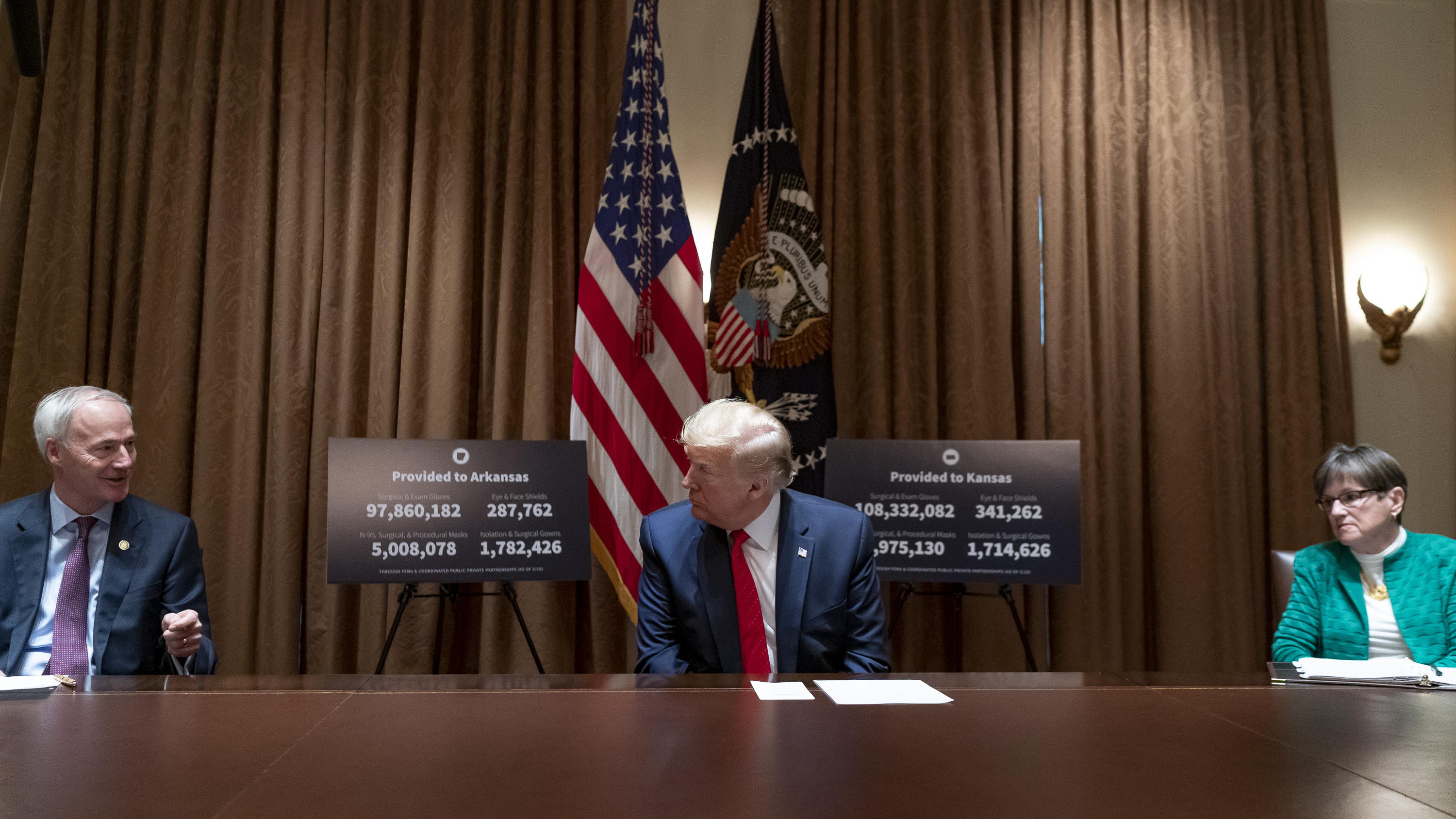
Asa Hutchinson và Laura Kelly gặp Tổng thống Donald Trump năm 2020.

Năm 2006, Asa Hutchinson trở về Arkansas sau khi kết thúc hoạt động ở thủ đô, ông thông báo ý định tranh cử Thống đốc vào năm 2006. Ban đầu, ông phải đối mặt với Thống đốc ba nhiệm kỳ Winthrop Paul Rockefeller, người được ủng hộ trong hầu hết các cuộc thăm dò trước bầu cử, trong cuộc bầu cử sơ bộ của Đảng Cộng hòa. Tuy nhiên, Winthrop Paul Rockefeller rút lui và qua đời vì chứng rối loạn máu vào đầu năm 2006 đã khiến Asa Hutchinson giành chiến thắng trong bầu cử sơ bộ nội bộ đảng. Đến cuộc tổng tuyển cử, ông đã bị đánh bại bởi ứng cử viên Đảng Dân chủ khi đó là Tổng Chưởng lý Arkansas Mike Beebe với tỷ lệ 44,67–55,61%. Đến năm 2014, Asa Hutchinson quay trở lại tranh cử, là ứng cử viên của Đảng Cộng hòa cho chức vụ Thống đốc Arkansas. Vào ngày 4 tháng 11 năm 2014, ông đã đánh bại ứng cử viên Đảng Dân chủ Mike Ross trong cuộc tổng tuyển cử với tỷ lệ 55–41%, đây là kết quả tốt nhất cho một Đảng viên Cộng hòa trong cuộc chạy đua bầu cử, và chiến thắng của ông cũng giúp GOP kiểm soát hoàn toàn chính quyền tiểu bang lần đầu tiên kể từ khi kết thúc Kỷ nguyên Tái thiết. Asa Hutchinson đã giành chiến thắng trong cuộc tổng tuyển cử nhiệm kỳ thứ hai vào ngày 6 tháng 11 năm 2018, một cuộc bầu cử nổi danh khi ông chiếm hơn 65% phiếu bầu, chiếm ưu thế ở 67/75 quận của Arkansas. Ông đã giành được tỷ lệ chiến thắng lớn nhất cho một ứng cử viên Đảng Cộng hòa trong lịch sử của Arkansas.

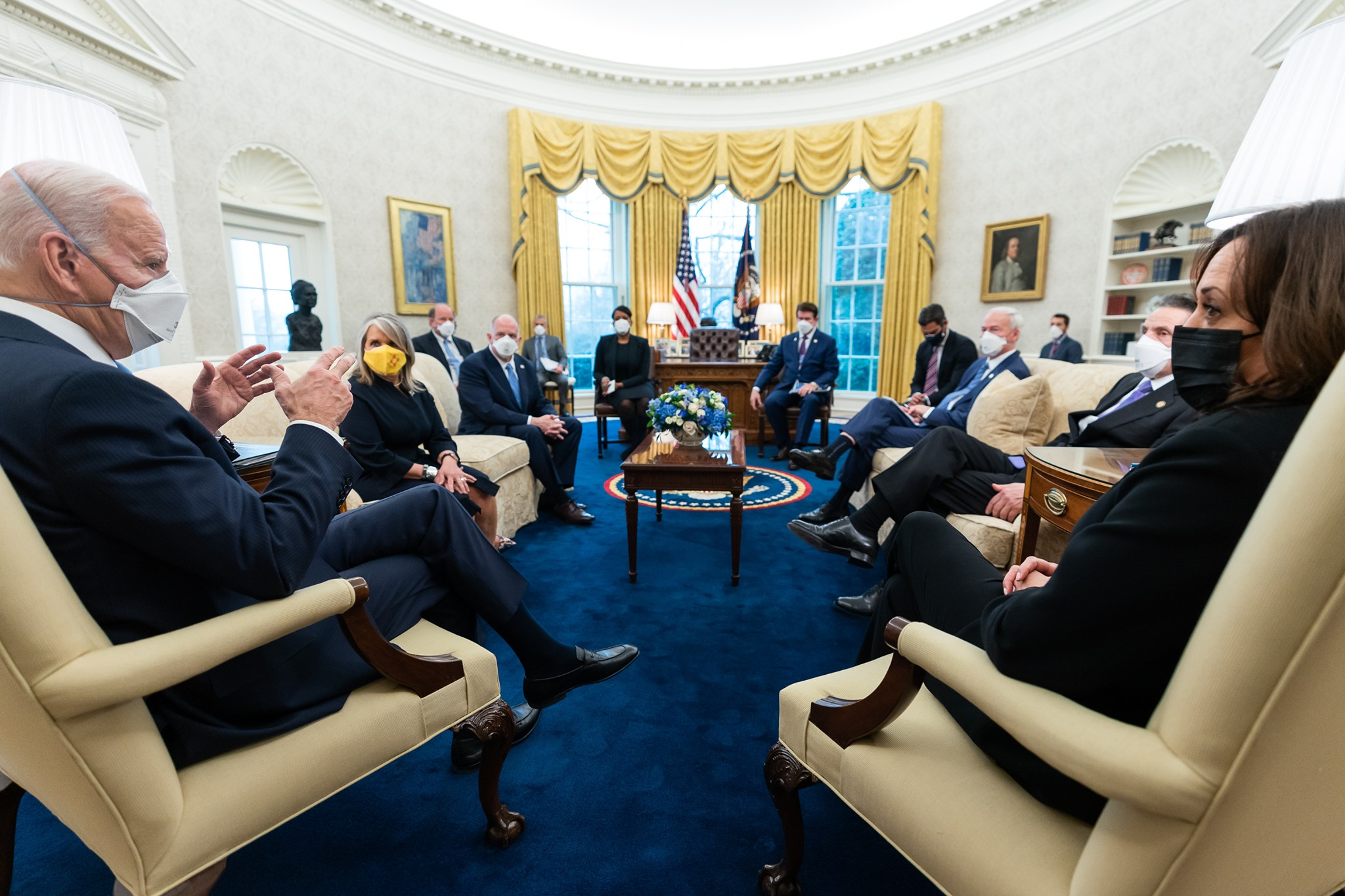
Asa Hutchinson tham gia cuộc gặp Tổng thống Joe Biden và Phó Tổng thống Kamala Harris năm 2021.

### Nhiệm kỳ
Hutchinson nhậm chức Thống đốc Arkansas vào ngày 13 tháng 1 năm 2015. Vào ngày 16 tháng 11 năm 2015, ông tuyên bố sẽ chặn tất cả những người tị nạn Syria vào bang để đáp trả các cuộc tấn công ở Paris vào tháng 11 năm 2015. Về hình sự: Asa Hutchinson đã thông qua việc hành quyết tám tội phạm trong mười một ngày vì tội danh liên quan tới hàng loại những loại thuốc được sử dụng gây chết người của Arkansas, trong đó có thương phẩm midazolam. Arkansas đã không hành quyết bất kỳ tù nhân nào kể từ năm 2005, được Asa Hutchinson ra lệnh trở lại. Về sức khỏe: với tư cách là Thống đốc, ông thực hiện các yêu cầu công việc đối với những người đăng ký Medicaid. Kết quả là vào tháng 12 năm 2018, gần 17.000 người Arkansas đã mất bảo hiểm y tế Medicaid của họ, tiến hành đăng ký lại vào năm 2019. Vào tháng 2 năm 2019, Asa Hutchinson đã ký một dự luật thành luật về việc hình sự hóa vấn đề phá thai trong trường hợp án lệ Roe v. Wade bị lật ngược.

## Lịch sử tranh cử
Tính đến năm 2021, trong sự nghiệp của mình, Asa Hutchinson đã trải qua bảy lần bầu cử gồm: một đợt bầu cử Thượng nghị sĩ, một đợt bầu cử Tổng Chưởng lý Arkansas, hai đợt bầu cử Hạ nghị sĩ và ba cuộc tổng tuyển cử Thống đốc Arkansas. Ban đầu, ông đã thất bại trong các chiến dịch Thượng nghị sĩ, Tổng Chưởng lý và cả Thống đốc; sau đó quay trở lại và thành công trở thành Hạ nghị sĩ, Thống đốc Arkansas. 

## Đời tư
Asa Hutchinson sinh ra trong một gia đình tri thức, ông và anh trai là Tim Hutchinson đều hoạt động chính trị. Tim Hutchinson là Hạ nghị sĩ Hạ viện Hoa Kỳ từ khu vực bầu cử Quốc hội thứ ba của Arkansas và phục vụ một nhiệm kỳ với tư cách là Thượng nghị sĩ Hoa Kỳ đại diện Arkansas từ năm 1997 đến năm 2003. Hai anh em đều tốt nghiệp Đại học Bob Jones ở Greenville, Nam Carolina. Trong gia đình, chị gái của Asa Hutchinson là Marylea Hutchinson có chồng là Kim Hendren, cựu Thượng nghị sĩ bang Arkansas. Thế hệ tiếp theo của gia đình Hutchinson cũng có những thành viên tham gia chính trị. Các con trai sinh đôi của Tim Hutchinson là Jeremy Hutchinson và Timothy Chad Hutchinson, tức cháu trai gọi Asa Hutchinson là chú, là cặp song sinh đầu tiên cùng là Hạ nghị sĩ Hạ viện Arkansas. Thượng nghị sĩ bang Arkansas Jim Hendren của Sulfur Springs là con trai của Marylea Hutchinson, tức cháu trai gọi ông là cậu. Về gia đình cá nhân, Asa Hutchinson kết hôn với Susan Burrell Hutchinson, hai vợ chồng có bốn người con là Sarah Hutchinson, Seth Hutchinson, Asa Hutchinson III và John Hutchinson.